# Chambœuf (Loire)
Chambœuf is een gemeente in het Franse departement Loire (regio Auvergne-Rhône-Alpes) en telt 1358 inwoners (1999). De plaats maakt deel uit van het arrondissement Montbrison.

## Geografie
De oppervlakte van Chambœuf bedraagt 11,1 km², de bevolkingsdichtheid is 122,3 inwoners per km².
De onderstaande kaart toont de ligging van Chambœuf (Loire) met de belangrijkste infrastructuur en aangrenzende gemeenten.

## Demografie
Onderstaande figuur toont het verloop van het inwonertal (bron: INSEE-tellingen).